# Episodi di Bob's Burgers (sesta stagione)
La sesta stagione di Bob's Burgers è andata in onda in prima visione negli Stati Uniti dal 27 settembre 2015 al 22 maggio 2016 su Fox.
In Italia è andata in onda dal 15 luglio al 16 settembre 2016 su Fox Animation.
| N° | Codice di produzione | Titolo                                    | Titolo originale                            | Prima TV USA      | Prima TV Italia   |
| -- | -------------------- | ----------------------------------------- | ------------------------------------------- | ----------------- | ----------------- |
| 1  | 5ASA10               | Sliding Bobs                              | Sliding Bobs                                | 27 settembre 2015 | 15 luglio 2016    |
| 2  | 5ASA11               | La nave arenata                           | The Land Ship                               | 11 ottobre 2015   | 15 luglio 2016    |
| 3  | 5ASA13               | La casa stregata                          | The Hauntening                              | 18 ottobre 2015   | 22 luglio 2016    |
| 4  | 5ASA17               | Gayle e slittino-Bob                      | Gayle Makin' Bob Sled                       | 8 novembre 2015   | 22 luglio 2016    |
| 5  | 5ASA18               | Spettacolo sul ghiaccio                   | Nice-Capades                                | 15 novembre 2015  | 29 luglio 2016    |
| 6  | 5ASA12               | Il cuoco, Steve, Gayle e il suo fidanzato | The Cook, the Steve, the Gayle, & Her Lover | 17 gennaio 2016   | 29 luglio 2016    |
| 7  | 6ASA01               | Lo show di Gene e Courtney                | The Gene and Courtney Show                  | 14 febbraio 2016  | 5 agosto 2016     |
| 8  | 5ASA15               | La danza guaritrice                       | Sexy Dance Healing                          | 21 febbraio 2016  | 5 agosto 2016     |
| 9  | 5ASA16               | Il sacro divano                           | Sacred Couch                                | 6 marzo 2016      | 13 agosto 2016    |
| 10 | 5ASA19               | La quarantena                             | Lice Things Are Lice                        | 12 marzo 2016     | 13 agosto 2016    |
| 11 | 5ASA20               | Il castello gonfiabile dai 1000 rimbalzi  | House of 1000 Bounces                       | 3 aprile 2016     | 19 agosto 2016    |
| 12 | 5ASA14               | Stand by Gene - ricordi di un'estate      | Stand by Gene                               | 3 aprile 2016     | 19 agosto 2016    |
| 13 | 5ASA22               | La moto di Critter                        | Wag the Hog                                 | 10 aprile 2016    | 26 agosto 2016    |
| 14 | 6ASA04               | Gli Ormoniums                             | The Hormone-iums                            | 17 aprile 2016    | 26 agosto 2016    |
| 15 | 6ASA03               | Ristorante a tema                         | Pro Tiki/Con Tiki                           | 24 aprile 2016    | 2 settembre 2016  |
| 16 | 6ASA05               | Addio Boo Boo                             | Bye Bye Boo Boo                             | 8 maggio 2016     | 2 settembre 2016  |
| 17 | 6ASA02               | Jericho                                   | The Horse Rider-er                          | 15 maggio 2016    | 9 settembre 2016  |
| 18 | 6ASA06               | L'ammiraglia-tore segreto                 | Secret Admiral-irer                         | 22 maggio 2016    | 9 settembre 2016  |
| 19 | 5ASA21               | L'appiccico: dov'è il mio Bob?            | Glued, Where's My Bob?                      | 22 maggio 2016    | 16 settembre 2016 |